# 環境部
環境部（かんきょうぶ、英語：Ministry of Environment, 略称：ME）は、大韓民国の国家行政機関で、日本の環境省に相当する。環境部の長を環境部長官と称し、国務委員が任命される。

## 沿革
- 1967年2月17日 - 保健社会部保健局環境衛生課に公害防止係が設置される。
- 1980年1月5日 - 環境庁が発足。保健社会部の外庁となる。
- 1990年1月3日 - 環境処が発足。
- 1994年12月24日 - 環境部に改編。
- 2008年2月29日 - 政府組織改編に伴い、気象庁が科学技術部から移管。

## 役割
自然環境及び生活環境の保全と、環境汚染防止に関する事務を遂行する。

## 組織

### 幹部
- 長官
  - 報道官
  - 長官政策補佐官（2名）
- 次官
  - 企画調整室長
  - 監査官

### 下部組織
| - 運営支援課 - 自然環境政策室 - 生活環境政策室 - 水環境政策局 | - 水事業クラスター推進企画団（一時組織） - 生物資源保全機関建立推進団（一時組織） |

### 所属機関
| - 国立環境科学院 - 交通環境研究所 - 水環境研究所（漢江、洛東江、錦江、栄山江） - 国立湿地センター - 国立環境人力開発院 - 温室ガス総合情報センター - 化学物質安全院 - 流域環境庁 - 漢江流域環境庁（京畿道河南市） - 洛東江流域環境庁（慶尚南道昌原市） - 錦江流域環境庁（大田広域市） - 栄山江流域環境庁（光州広域市） | - 地方環境庁 - 原州地方環境庁 - 大邱地方環境庁 - 王避川環境出張所（慶尚北道蔚珍郡） - セマングム地方環境庁（全州） - 首都圏大気環境庁（ソウル） - 中央環境紛争調停委員会事務局 - 国立生物資源館 |

### 外庁
- 気象庁

## 歴代長官

### 環境処長官
| 代 | 氏名     | 氏名         | 在任期間       | 在任期間       |
| 代 | 漢字表記 | ハングル表記 | 着任           | 退任           |
| -- | -------- | ------------ | -------------- | -------------- |
| 初 | 曺京植   | 조경식       | 1990年1月3日   | 1990年9月19日  |
| 2  | 許南薫   | 허남훈       | 1990年9月19日  | 1991年4月26日  |
| 3  | 権彛赫   | 권이혁       | 1991年4月26日  | 1992年6月26日  |
| 4  | 李在昌   | 이재창       | 1992年6月26日  | 1993年2月26日  |
| 5  | 黄山城   | 황산성       | 1993年2月26日  | 1993年12月22日 |
| 6  | 朴鈗炘   | 박윤흔       | 1993年12月22日 | 1994年12月21日 |

### 環境部長官
| 代       | 氏名     | 氏名         | 在任期間       | 在任期間       | 備考       |
| 代       | 漢字表記 | ハングル表記 | 着任           | 退任           | 備考       |
| -------- | -------- | ------------ | -------------- | -------------- | ---------- |
| 初       | 金重緯   | 김중위       | 1994年12月21日 | 1995年12月21日 | 金泳三政権 |
| 2        | 鄭宗沢   | 정종택       | 1995年12月21日 | 1996年12月20日 | 金泳三政権 |
| 3        | 姜賢旭   | 강현욱       | 1996年12月20日 | 1997年8月6日   | 金泳三政権 |
| 4        | 尹汝雋   | 윤여준       | 1997年8月6日   | 1998年3月3日   | 金泳三政権 |
| 5        | 崔在旭   | 최재욱       | 1998年3月3日   | 1999年5月24日  | 金大中政権 |
| 6        | 孫淑     | 손숙         | 1999年5月24日  | 1999年6月25日  | 金大中政権 |
| 7        | 金明子   | 김명자       | 1999年6月25日  | 2003年2月27日  | 金大中政権 |
| 8        | 韓明淑   | 한명숙       | 2003年2月27日  | 2004年2月16日  | 盧武鉉政権 |
| 9        | 郭決鎬   | 곽결호       | 2004年2月18日  | 2005年6月28日  | 盧武鉉政権 |
| 10       | 李在庸   | 이재용       | 2005年6月28日  | 2006年3月21日  | 盧武鉉政権 |
| 11       | 李致範   | 이치범       | 2006年4月7日   | 2007年9月4日   | 盧武鉉政権 |
| 12       | 李圭用   | 이규용       | 2007年9月21日  | 2008年2月29日  | 盧武鉉政権 |
| 13       | 李万儀   | 이만의       | 2008年3月12日  | 2011年6月1日   | 李明博政権 |
| 14       | 劉栄淑   | 유영숙       | 2011年6月2日   | 2013年3月11日  | 李明博政権 |
| 15       | 尹成奎   | 윤성규       | 2013年3月11日  | 2016年9月4日   | 朴槿恵政権 |
| 16       | 曺京圭   | 조경규       | 2016年9月5日   | 2017年7月3日   | 朴槿恵政権 |
| 17       | 金恩京   | 김은경       | 2017年7月4日   | 2018年11月9日  | 文在寅政権 |
| 18       | 趙明来   | 조명래       | 2018年11月10日 | 2021年1月21日  | 文在寅政権 |
| 19       | 韓貞愛   | 한정애       | 2021年1月22日  | 2022年5月9日   | 文在寅政権 |
| 20       | 韓和鎮   | 한화진       | 2022年5月10日  | 2024年7月24日  | 尹錫悦政権 |
| 21       | 金琓燮   | 김완섭       | 2024年7月25日  | 2025年7月16日  | 尹錫悦政権 |
| 職務代理 | 琴翰承   | 금한승       | 2025年7月16日  | 2025年7月22日  | 李在明政権 |
| 22       | 金星煥   | 김성환       | 2025年7月22日  | 現職           | 李在明政権 |